# Бобин, Николай Алексеевич
Николай Алексеевич Бобин (9 августа 1914, Петраково, Ярославская губерния — 15 мая 1943, Становлянский район, Орловская область) — советский военный лётчик. Участник Великой Отечественной войны. Герой Советского Союза (1942). Капитан.

## Биография
Николай Бобин родился 27 июля (9 августа) 1914 года в деревне Петраково Рыбинского уезда Ярославской губернии (ныне Рыбинского района Ярославской области) в крестьянской семье. Окончив семь классов школы № 2 города Рыбинска, служил матросом, затем кочегаром на речном пароходе. Работал токарем на машиностроительном заводе в Рыбинске. Одновременно занимался в Осоавиахиме. Затем окончил рыбинский аэроклуб, в котором до призыва в армию работал инструктором.
В ряды Рабоче-крестьянскую Красную Армию призван в 1936 году и направлен в лётное училище. В 1938 году младший летчик Н. Бобин получил назначение во 2-ю авиационную бригаду Балтийского моря. В сентябре того же года из состава бригады был выделен 7-й дальнебомбардировочный авиационный полк, в котором служил до момента своей гибели. До конца февраля 1940 года полк дислоцировался в Воронеже.
26 февраля 1940 года полк был переброшен в Эстонию на аэродром Куэсику (в 50 км южнее Таллина) и вошёл в Особую авиагруппу ВВС Северо-Западного фронта. В её составе принимал участие в Советско-финской войне 1939—1940 гг. Воевал на бомбардировщике ДБ-3. Действуя с аэродромов в Эстонии, 7-й дальнебомбардировочный авиационный полк участвовал в налётах на юго-западные районы Финляндии, разрушая военную и промышленную инфраструктуру противника. За отличие в Советско-финской войне старший лейтенант награждён медалью «За отвагу».
После Зимней войны часть была включена в состав 51-й дальнебомбардировочной авиационной дивизии 1-го бомбардировочного авиационного корпуса авиации дальнего действия. Дивизия дислоцировалась на аэродромах Едрово, Сольцы и Великие Луки Ленинградского военного округа. В составе дивизии принимал участие в учениях по десантированию войск. Весной 1941 года получил звание капитана и был назначен командиром отряда. Незадолго до начала Великой Отечественной войны полк, в котором служил капитан Н. Бобин, вошёл в состав 40-й дальнебомбардировочной авиационной дивизии того же 1-го бомбардировочного авиационного корпуса как 7-й тяжелобомбардировочный авиационный полк.
В боях с немецко-фашистскими захватчиками капитан Николай Бобин с 22 июня 1941 года. Воевал на бомбардировщике ТБ-3. В августе 1941 года 7-й тяжелобомбардировочный авиационный полк был включён в 23-ю тяжелобомбардировочную дивизию и участвовал в оборонительных операциях Западного фронта. С конца августа и до середины сентября участвовал в операции по снабжению окружённой под Лугой группировки войск Красной Армии. В ноябре 1941 года 7-й дальнебомбардировочный авиационный полк вновь был включён в 51-ю дальнебомбардировочную дивизию авиации дальнего действия (с 05.12.1941 — 1-я ночная тяжелобомбардировочная авиационная дивизия). В её составе до конца декабря участвовал в снабжении осаждённого Ленинграда продовольствием. Зимой 1942 года принимал участие в Вяземской воздушно-десантной операции и Демянской операции. При бомбардировке немецкого аэродрома в Демянске экипаж уничтожил 10 самолётов противника и склад с топливом. С марта 1942 года 7-й дальнебомбардировочный авиационный полк в составе 53-й авиационной дивизии дальнего действия. В её составе весной 1942 года участвовал в снабжении группы войск генерал-майора П. А. Белова, действовавшей в глубоком тылу противника под Вязьмой. Летом 1942 года участвовал в ночных налётах на крупные транспортные узлы, аэродромы противника. Во время одного из боевых вылетов в районе Орла экипаж в условиях низкой облачности с высоты 600 метров нанёс бомбовые удары по крупному скоплению немецких войск, нанеся им серьёзный урон. Во время Сталинградской битвы уничтожил крупный немецкий склад горюче-смазочных материалов.
К сентябрю 1942 года совершил 127 ночных боевых вылетов, в том числе 80 на бомбардировку инфраструктуры противника в его тылу, 15 вылетов на бомбардировку аэродромов, 30 вылетов на выброску парашютного десанта и боеприпасов.
Указом Президиума Верховного Совета СССР «О присвоении звания Героя Советского Союза начальствующему составу авиации дальнего действия Красной Армии» от 31 декабря 1942 года за «образцовое выполнение боевых заданий командования на фронте борьбы с немецкими захватчиками и проявленными при этом отвагу и геройство» удостоен звания Героя Советского Союза с вручением ордена Ленина и медали «Золотая Звезда».
За отличие в Сталинградской битве 53-я дальнебомбардировочная дивизия получила почётное наименование Сталинградская, а 7-й дальнебомбардировочный авиационный полк стал гвардейским. Ночью 15 мая 1943 года экипаж гвардии выполнял задание по бомбардировке железнодорожной станции Снежецкая. После выполнения задания самолёт возвращался на аэродром в Мичуринске, но в районе станции Телегино он был атакован двумя вражескими истребителями. Стрелки поздно заметили немецкие самолёты, и хотя стрелку И. Зарезаеву удалось огнём из УБТ отогнать оба Ме-110, но два мотора самолёта были повреждены, а командир самолёта Николай Бобин и бортовой техник Иван Марков были ранены. Штурман Леонид Агеев и второй пилот Юрий Волков сумели посадить повреждённый самолёт на аэродром, но командир к моменту посадки уже скончался. Похоронили его в Мичуринске Тамбовской области на братском кладбище Героев гражданской и Великой Отечественной войн.

## Награды
- Медаль «Золотая Звезда» (31.12.1942).
- Орден Ленина (31.12.1942).
- Орден Красной Звезды (20.06.1942).
- Медаль «За отвагу» (1940).

## Память
- Имя Героя Советского Союза Н. А. Бобина увековечено на мемориале на Аллее Славы в Рыбинске.
- Имя Героя Советского Союза Н. А. Бобина увековечено на мемориале Героев гражданской и Великой Отечественной войн в Мичуринске.
- Мемориальная доска в честь Героя Советского Союза Н. А. Бобина установлена на здании бывшей школы № 2 в Рыбинске (ныне педагогический колледж).

## Оценки и мнения
Николай был весёлым и общительным парнем. Шутник и острослов, он был желанным в обществе друзей. Молодёжь всегда окружала его, а он без остатка отдавал ей свой опыт и знания увлечённого авиацией бывалого лётчика. Николай был волевым и добрым лётчиком. Ни прожекторы противника, светившие в упор, ни десятки разрывов зенитных снарядов не в состоянии были заставить свернуть с боевого курса самолёт, за штурвалом которого он сидел. Высокая лётная квалификация, военная смекалка, быстрота реакции, которыми отличался наш командир, не один раз помогали экипажу выходить из самых критических положений и успешно выполнять боевые задания— Из воспоминаний штурмана экипажа Л. Н. Агеева. Газета «Мичуринская правда». 1986 год

## Документы
- Общедоступный электронный банк документов «Подвиг Народа в Великой Отечественной войне 1941—1945 гг.» Архивировано 13 марта 2012 года. № в базе данных 12071411. Архивировано 16 мая 2013 года.
- Обобщённый банк данных «Мемориал». Архивировано 10 мая 2012 года. ЦАМО, ф. 58, оп. 18001, д. 142 (недоступная ссылка — история)., ЦАМО, ф. 33, оп. 11458, д. 43 (недоступная ссылка — история)., Информация из списка захоронения 68-59 (недоступная ссылка — история)., Схема расположения захоронения 68-59 (недоступная ссылка — история)., Внешний вид захоронения 68-59 (январь 1992 года) (недоступная ссылка — история).